# 湖团案
湖团案或称铜沛湖团案，是指清朝咸丰、同治年间苏北铜山、沛县原居民与鲁西南移民组织（即湖团）之间的冲突事件。
咸丰年间，黄河两次决口造成的大水灾，是湖团案的直接诱因。咸丰元年（1851年）黄河决口，洪水汇集到微山湖后，又连带引发湖水漫溢，进而波及山东鱼台和徐州铜山，沿湖一带皆被水淹。沿西岸居民被迫西迁或奔走他乡。咸丰五年（1855年）黄河再次决口。9月，曹州难民在原平阳屯官唐守忠的率领下，抵达沛属微山湖西岸，在徐州官府设立的湖田局招募下，在此安居置业，并相结为七团以求生产生活自助，史称「湖团」。山东籍移民遭到了原住民的排挤，双方械斗不断，命案滋生，最终酿成震惊清廷的冲突事件。
1865年，曾国藩受命领兵清剿捻军，亦奉命处理湖团案。曾国藩以是否通捻作为原则，处理湖团案。此后，铜沛地区趋于平静，但该地区冲突并未结束，直至1980年代仍时有发生，盖为湖产、地产利益纠纷而起。